# Ernesto Schlie
Ernesto Helmut Schlie (Esperanza, 11 de marzo de 1866 - 1912, Estados Unidos) fue uno de los fotógrafos pioneros de la Argentina, retratando la "Pampa gringa" hoy se lo considera uno de los pocos en dejar testimonio de la inmigración suiza, alemana y judía en el norte santafesino. Sus trabajos están siendo objeto de revalorización como consecuencia de la reciente trascendencia del maestro de la fotografía Fernando Paillet, si Paillet se concentró en Esperanza, el mérito de Schlie fue extenderse a más de cuarenta poblaciones circundantes.

## Biografía
Uno de los siete hijos de los colonos inmigrantes alemanes, Inés y Jorge Schlie, en su ciudad natal de la colonia Esperanza en la Provincia de Santa Fe, fue uno de los primeros en abrir estudios fotográficos donde retrató a los personajes más importantes de esa ciudad. En Rosario editó un álbum que tituló Vistas de la Provincia de Santa Fe (1889, un total de cuarenta y ocho imágenes tomadas en once pueblos y ciudades del centro y norte de la provincia: Esperanza, Santa Fe, San Gerónimo y los pueblos de Gálvez, Humboldt, Carcarañá, Florencia y Monigotes. 
Por encargó de Juan Seguí, registró y testimonió los asentamientos agrícolas en el siglo XIX en la zona del Litoral del río Paraná argentino. Sus documentos datan de 1889, luego se dedicó a registrar los asentamientos judíos de Monigotes. En este álbum Schlie fotografió escenas costumbristas y retratos de algunos integrantes de las 110 familias inmigrantes, semanas después de su llegada a Buenos Aires el 14 de agosto de 1889 en el vapor Wesser. 
Participó en 1889 de la Exposición Universal de París.
Sus trabajos están dedicados a documentar el progreso que la colonización había desarrollado en la Pampa Gringa y el Gran Chaco, como se llamaba por entonces el norte santafesino. 
En 1889 ganó el segundo premio en la exposición industrial de Rosario con su álbum de fotografías de la provincia de Santa Fe, el primero fue otorgado a Augusto Lutsch, maestro de Paillet.
Se asoció con el fotógrafo Polzzinetti de Rosario, hasta 1892. Luego Polzzinetti abrió su estudio en el que, años después, Paillet se emplearía para aprender el oficio. Schlie permaneció en Esperanza, en su estudio de Rivadavia 33, hasta 1897. Posteriormente, realizó publicidad de su estudio en Nogoyá, hasta 1905. 
Su último aviso en el diario La Unión data de 1897, tenía sucursales en Reconquista y Rafaela. Aparentemente murió en 1912 durante un viaje que lo llevaría a Europa.
Su obra es objeto de interés presentándose en diversas exposiciones colectivas e individuales así como en libros. 
En el prólogo a una de sus exposiciones recientes, en Santa Fe año 2010, se explica:
```
 
En sus imágenes podemos apreciar claramente el progreso y la envergadura de la empresa colonizadora. La apropiación de la tierra, que hasta hace pocos años no era más que desierto, se transformó en la base de este móvil del desarrollo socioeconómico. Los espacios sin límites, que el fotógrafo plasmó en los laterales y por sobre los grandes edificios erigidos en la llanura, dan una idea de proyección, de más posibilidades de ocupación y habitación.  Estos edificios: molinos harineros, estaciones de ferrocarril, casas de colonos, etc.; son la consecuencia inmediata del intenso trabajo de la tierra.  Ellos darán cuenta con el paso del tiempo del esfuerzo realizado para delinear nuestra realidad presente. Las fotografías, testimonio de la existencia de este progreso y de las transformaciones del entorno santafesino; revelan mediante la comparación con el presente las raíces de nuestra situación actual. Ningún otro elemento logra con tanta fidelidad y carácter de verdad darnos esa sensación de presencia
.
```

En 2014 la Fundación Cultural Volpe Stessens y el Museo de Fotografía Fernando Paillet, lo incluyeron en la exposición parte del Festival de la luz 2014.

## Publicaciones y Bibliografía
- Vistas de la provincia de Santa Fe 1888-1892 : Fotografias de Ernesto H. Schlie, El Litoral (2000) ISBN-10: 9879847407, ISBN 978-9879847404[9]
- Por la fuerza del trabajo fotografías de 1860-1940, Fototeca Benito Panunzi de la Biblioteca Nacional.
- Arte latinoamericano del siglo XX. Otras historias de la Historia, Rodrigo Gutiérrez Viñuales, Prensas de la Universidad de Zaragoza. página 301-302.
- La fotografía de frontera, Ciencia Hoy, Volumen 20, número 118 agosto - septiembre de 2010.
- FOTOGRAFIA Érase una vez en América, Radar, Página 12, septiembre de 2003
- Memorias de la pampa gringa : recuerdos de Primo Rivolta, Luis Bellini y Camila Cugino de Priamo / Luis Priamo, Buenos Aires:Universidad Nacional de Quilmes Editorial, 2005.ISBN 9875580473
- Crónica de la Fotografía Argentina, Cápsula de tiempo. capítulo I, 2011, 30 minutos[10]
- Identidades en tránsito, Diario El Litoral, Viernes 13 de agosto de 2010.
- SANTA FE ENTRE DOS SIGLOS. FOTOGRAFÍAS 1860 / 1910 El magnífico álbum de Santa Fe, Ministerio de Innovación y Cultura del gobierno de la provincia de Santa Fe, 2013[11]

## Exposiciones permanentes
- Museo Etnográfico de la Provincia, Santa Fe.
- Museo de Fotografías Fernando Paillet, Buenos Aires
- Colección Jorge Omar Volpe Stessens
- Museo de la colonización, Esperanza, Santa Fe[12]